# 太閤山カントリークラブ
太閤山カントリークラブ（たいこうやまカントリークラブ）は、富山県射水市にあるゴルフ場。

## 概要
27ホール、パー108、10,369ヤードのコースである。全体的にフラットだが、戦略性が盛り込まれていて、自然を最大限に活用した味わい深いコースとなっている。
2012年11月27日、運営会社の太閤山観光が会員権の預託金返済請求が増えて資金繰りが悪化し負債総額が157億円に達したのを理由に、富山地方裁判所に民事再生法の適用を申請し保全命令を受けた。なお、ゴルフ場の営業は引き続き行う。
周辺には呉羽カントリークラブ、小杉カントリークラブが近接している。

## アクセス
- あいの風とやま鉄道線 小杉駅からタクシーで15分[1]
- 北陸自動車道 小杉ICが最寄りIC[1]。